# Gabela (Bośnia i Hercegowina)
Gabela – wieś w Bośni i Hercegowinie, w Federacji Bośni i Hercegowiny, w kantonie hercegowińsko-neretwiańskim, w mieście Čapljina. W 2013 roku liczyła 2315 mieszkańców, z czego większość stanowili Chorwaci.